# Maso di Banco
Maso di Banco, död 1348, italiensk målare verksam i Florens. 
Maso var en av Giottos främsta elever och omnämndes av Lorenzo Ghiberti som sin tids främsta konstnär. Han arbetade i en elegant och monumental stil som låg nära Masaccios och Piero della Francescas. 
Några verk:
- Fresker i Basilica di Santa Croce di Firenze, Florens, ca 1341
- Fresker i Cappella di Bardi di Vernio, Florens